# Homeacre-Lyndora
Homeacre-Lyndora è un census-designated place (CDP) degli Stati Uniti d'America, situato nello stato della Pennsylvania, nella contea di Butler.